# Cratere Ellington
Ellington  è un cratere sulla superficie di Mercurio.